# Uvaria ovata
Uvaria ovata là loài thực vật có hoa thuộc họ Na. Loài này được (Vahl ex Dunal) A. DC. miêu tả khoa học đầu tiên.